# Comuna Brăduleț, Argeș
Brăduleț (în trecut, Brătieni-Galeșu și Brătieni) este o comună în județul Argeș, Muntenia, România, formată din satele Alunișu, Brădetu, Brăduleț (reședința), Cosaci, Galeșu, Piatra, Slămnești, Uleni și Ungureni.

## Așezare
Comuna se află în nord-vestul județului, în Muscelele Argeșului, pe malurile râului Vâlsan. Este străbătută de șoseaua județeană DJ703I, care o leagă spre sud de Mușătești (unde se intersectează cu DN73C), Mălureni și Merișani (unde se termină în DN7C).
Comuna Brăduleț este amplasată în spațiul Subcarpaților argeșeni, la poalele Carpaților Meridionali, în nordul județului Argeș, la o distanță de 57 de km de municipiul Pitești și la 23 km, de Curtea de Argeș. Cu o suprafață de 4.900 hectare, această unitate administrativ-teritorială se încadrează în categoria medie.
DJ 731I constituie principala cale de acces, acest drum asigurând legătura cu localitatea Mușătești și apoi cu localitățile importante. 
Drumul județean Brădet-Merișani asigură legătura comunei cu municipiul Pitești, iar drumul național Câmpulung - Curtea de Argeș, legătura cu stația de cale fetată Curtea de Argeș.  
Unitățile administrative învecinate se dispun fie pe Valea Râului Doamnei, la nord-est și est, comunele Nucșoara și Corbi, fie pe râul Vâlsan, la sud, comuna Mușătești, sau pe râul Argeș, principalul colector regional.  
Comuna Brăduleț cuprinde nouă sate: Brăduleț, reședința comunei, Alunișu, Brădetu, Cosaci, Galeșu, Piatra, Slămnești, Uleni și Ungureni, situate de o parte și de alta a râului Vâlsan.

## Toponimie
Satul Brăduleț s-a numit în Evul Mediu Brătienii de Sus. Satul, divizându-se în două părți, pentru deosebirea celor două comunități s-a adăugat la fiecare un determinativ geografic, rezultând satele Brătienii de Jos și Brătienii de Sus.
În jurul anului 1760, după așezarea românilor ardeleni pe domeniile mănăstirii Aninoasa, numele satului Brătienii de Jos a fost înlocuit cu cel impus de ungureni, Galeșul, care le amintea de locul de proveniență, Galeșul Sibiului. S-a renunțat la sintagma de Sus cu care era denumit Brădulețul de astăzi. Numele Brătienii a fost înlocuit în anul 1950 cu cel de Brăduleț, când un grup de activiști comuniști au dorit să șteargă din memoria colectivă numele familiei de boieri Brătianu, care avusese proprietăți în acest loc.
Oiconimul Brăduleț se datorează unei suprafețe de pământ, situat pe versantul vestic al văii Vâlsanului, la 4 km de vatra satului, numită La Brădulețu, atestată în documente din secolul al XIX-lea.
Satul Brătienii de Sus este menționat într-un document emis la 29 iulie 1508, la București, de domnul Mihnea cel Rău, prin care Neagoe împreună cu fiii săi primesc de la voievodul Țării Românești dreptul de a stăpâni jumătate din satul Brătieni. 
Lingvistul Iorgu Iordan susține, în lucrarea sa Toponimia românească, un punct de vedere similar tradiției, considerând că locuitorii satului Brătieni sunt originari din Bratia muscelenă, de pe valea râului Bratia, din județul Muscel. 
O altă versiune ar fi că în timpuri îndepărtate a locuit pe valea Vâlsanului un sătean numit Bratu, care a dat numele așezării.
N.A. Constantinescu leagă numele satului Brătieni de slavul brate (frate), apelativ folosit de călugării din așezămintele monahale. 
Într-un document din 30 mai 1558, Alunișu desemna un teren arabil care se învecina cu un crâng de aluni. Cătunul format pe el a fost recenzat separat în anul 1912. 
La baza versantului sudic al Masivului Ghițu s-a dezvoltat, în jurul Mănăstirii Brădetu, Satul Brădetu. Într-un act din 15 aprilie 1609, Radu Șerban întărește Mănăstirii Brădetu stăpânirea peste satul Groși și a treia parte din Brătienii de Sus. 
Numele satului Cosaci este derivat din antroponimul Cosac, o poreclă provenită de la denumirea unui pește. Numele Cosac era răspândit în zonă, în rândul locuitorilor, în secolul al XIX-lea. 
Galeșu este un omonim de origine transilvăneană. Arată locul de proveniență a celor care l-au întemeiat, Galeș din Mărginimea Sibiului. Antroponimul Galeș apare în documente din secolele al XV-XVI-lea din Țara Românească și Moldova. După opinie istoricului Aurelian Sacerdoțeanu, Galeș este un nume daco-celtic și semnifică glorie, frumusețe, gingășie, drăgălășenie. 
Prima informație despre oiconimul Piatra apare într-un document din 14 ianuarie 1591, emis de Mihnea Turcitul (1585-1591), în care arată că Popa Radu și fiii săi au cumpărat mai multe terenuri din Brăienii de Jos și Piatra. 
Originea toponimului Slămnești este o poreclă, slamnă, cu sensul de om slab. Familii cu numele de Slămnoiu s-au așezat pe moșia lui Dinică Brătianu venind din Transilvania. 
Numele Uleanu se consideră că a fost adus de familiile de ardeleni. Uleni este atestat documentar în 1809, în inventarul bunurilor aflate în posesia Mănăstirii Aninoasa, în anii 1796-1810, numit condica lui Dosoftei. Ulterior terenul a devenit cătun al satului Brătienii de Jos, apoi sat propriu-zis. 
Ungurenii, emigranți transilvăneni, s-au așezat în țările române între secolele XIII-XX, constituind grupul cel mai numeros în cadrul unor deplasări de populație spre muscele. Transilvănenii erau cunoscuți sub numele de ungureni. Satele, întemeiate și locuite de ei, s-au numit Ungureni. Satele, în care s-au așezat într-o parte a vetrei, au adăugat determinativul Ungureni, iar autohtonii au recurs la cel de Pământeni.
Ungurenii reprezintă satul întemeiat de ardelenii din ținutul Arpaș, care s-au așezat pe valea Vâlsanului, la sfârșitul secolului al XVIII-lea.

## Relieful

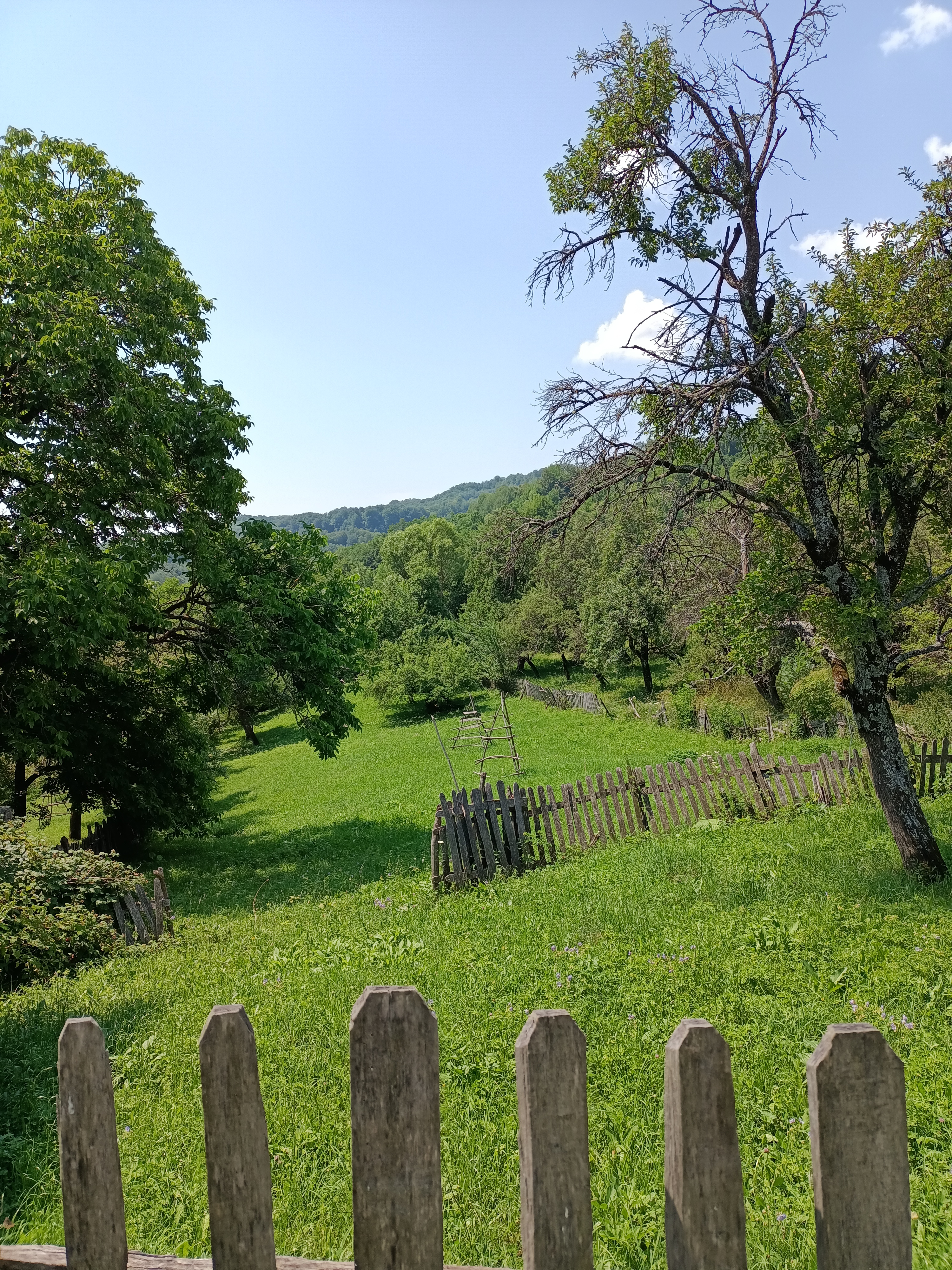
Dealuri înalte

Teritoriul comunei Brăduleț cuprinde două unități de relief. Prima este cea a Munților Făgăraș, din cadrul Carpaților Meridionali, ce are trei subunități componente: macroversantul sudic, în care este încastrat bazinul superior al Vâlsanului, horstul Cozia-Frunți-Ghițu și un mic sector de chei. La sud de horstul Frunți-Ghițu se întinde aria subcarpatică a Muscelelor Argeșului, în care este sculptat culoarul depresionar Brădetu-Uleni, arealul locuit al comunei Brăduleț. Altitudinea medie a zonei locuite este de 1300 m, punctul maxim este vârful Scărișoara Mare (2495 m), de sub care izvorăște Vâlsanul. Cel mai jos punct este de 500 m, la limita cu comuna Mușătești.

## Clima
Această regiune subcarpatică se distinge de celelalte unități componente ale Subcarpaților Getici printr-o scădere a temperaturii, cauzate de apropierea mai mare de altitudinea montană medie mai ridicată. Temperatura medie este cuprinsă între 7 și 8 grade Celsius în cadrul culuarului depresionar locuit. Verile sunt răcoroase, cu temperatura medie de 17 grade, iar iernile reci, de circa 4 grade și -7 pe culmile înalte. 
Cantitatea medie de precipitații este de circa 1000 mm, mai ridicată decât în ariile subcarpatice similare, datorită apropierii de rama muntoasă mai înaltă. În aria medie depresionară cantitatea de precipitații ajung la 450 mm în sezonul cald.

## Hidrografie
Comuna Brăduleț se extinde de-a lungul râului Vâlsan. Vâlsanul, primul afluent al Argeșului, izvorăște de sub vârful Scărișoara Mare (2495 m), din Munții Făgăraș, izvorul fiind situat la altitudinea de 2310 m. Râul traversează musclele între satele Brădetu și Stroești.  Are afluenți mici, mai importanți fiind pâraiele Dobroneagu, Robaia, Părului, Sobana,Toplița.

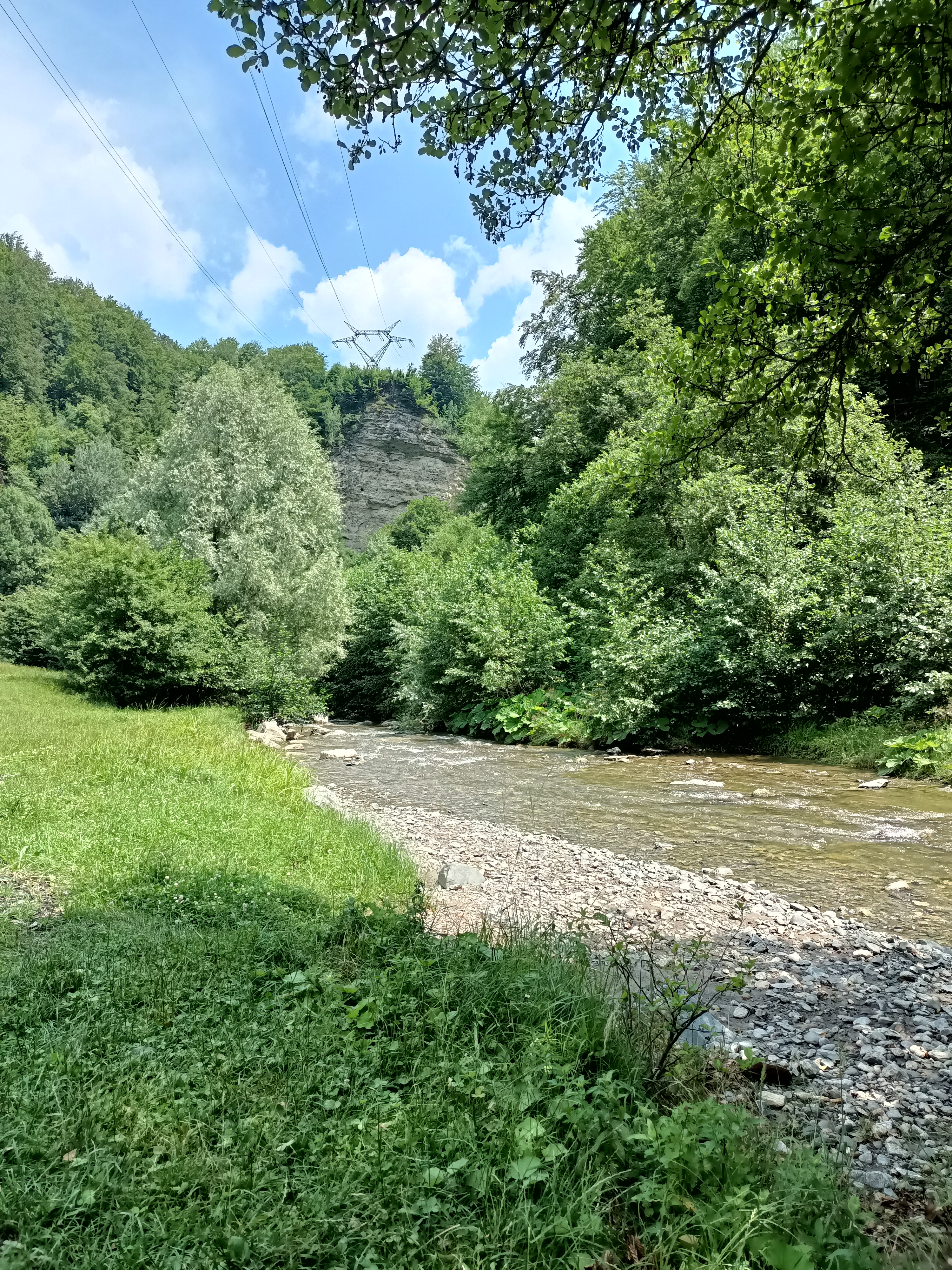
Râul Vâlsan

Numele de Vâlsan a fost considerat de V. Bogrea ca derivat din slavul vâlk (lup). Simbolismul numelui vâlc trimite la o populație veche slavă, lupul fiind un animal sacru la indo-europeni. Cu privire la hidronimul Vâlsan, același V. Bogrea, considera că a fost inspirat de numele unui pește (vâlsan), însă I. Moise spune că nu a descoperit în râul Vâlsan niciun pește denumit vâlsan.  Documentul din 13 august 1437, dat de voievodul Vlad Dracul, la Târgoviște, în care întărea unor boieri, printre care și unul Vâlcsan, sate situate în apropierea acestui râu, permite o asociere cu numele râului.

## Floră și faună
Partea cea mai joasă a teritoriului comunei Brăduleț, cu altitudini cuprinse între 500 și 800 m, are cel mai cald și mai blând climat de tip temperat-continental moderat, corespunzător pădurilor de foioase. Pădurile din sudul comunei Brăduleț se încadrează în categoria pădurilor subcarpatice de gorun și carpen. Mai apare și stejarul, teiul pucios, paltinul, jugastrul, cireșul sălbatic, alunul, mărul pădureț, salba moale și spinul cerbului. Cele mai comune specii ale stratului ierbos sunt rogozurile de pădure și cerențelul. 
În luncile râului sunt zăvoaiele de arin negru, diferite specii de salcie, arinul negru, frasinul, ulmul, plopul alb, alunul, sângerul, socul și jugastrul.
La altitudini medii de 800-1200 m, principalul tip de vegetație este reprezentat de făgete, diversificate din  punct de vedere al compoziției în funcție de substrat și topocilmat. Predomină două specii: carpenul și fagul. În afară de cele două specii au mai fost identificate specii precum gorunul, paltinul, ulmul de munte, teiul pucios, cireșul sălbatic, alunul, cornul, sângerul, păducelul, lemnul câinesc, caprifoiul.
La etajul montan, între 1200 și 1400 m, numit și al pădurilor de amestec, apar amestecuri de rășinoase și foioase, dar și amestecuri de fag și brad, ce ocupă mari suprafețe ce se găsesc de o parte și de alta a Vâlsanului, la care se adaugă speciile carpatine precum steluțele, briofitele (mușchii de pământ), trestioara de molidișuri, grâul negru, murele de pădure, leurda, laptele cucului de pădure, urzica moartă galbenă, crucea voinicului, omagul carpatin, brusturele negru, mierea ursului roșie, violeta de pădure, piciorul cocoșului carpatin, opaița carpatină.
Molidișele carpatine acoperă suprafețe largi pe versanții văii Vâlsanului, între 1400 - 1800 m. Specia dominantă este molidul. Alături de molid apar mesteacănul, paltinul, paltinul de munte, plopul tremurător. Stratul arbustiv este alcătuit din arbuști larg răspândiți: afinul și merișorul. Mai întâlnim: brusturele de pădure, captalanul carpatic, violeta carpatină, mierea ursului roșie, margareta de pădure carpatină, piciorul caprei, priboiul, asmățuiul sălbatic, piciorul cocoșului comun, firuța mare, ienupărul comun.  
Etajul echivalent silvotundrei, de la altutudini mai înalte, cuprinse între 1800 și 2000 m, se află în bazinul superior al Văii Vâlsanului numai în Munții Făgăraș.
Vegetația subalpină tipică este reprezentată de tufărișuri de smîrdar și jneapăn, ienupăr pitic, afin, arin verde.  
În baziunul superior al Vâlsanului, se întâlnesc extinderi masive de pajiști, la limita cu etajul alpin, unde pășunatul se poate desfășura. Principalele tipuri sunt: pajiștile subalpine tipice cu luceafăr și păiuș negru și pajiștile subalpine degradate cu panseluță carpatică și țepoșică. 

### Ecosisteme acvatice
Râul Vâlsan și afluenții săi adăpostesc scobarul, până la altitudinea de 700 m, lipanul (700 - 1000 m) și păstrăvul. 
Cea mai prețioasă specie prezentă în acest complex regional este Romanichthys valsanicola (asprete), din familia percidelor. Acest pește a fost descoperit în anul 1956. Ultimul nume aparține lui Nicolae Stoica, student la Facultatea de Biologie, care a descoperit acest pește în timp ce efectua un studiu la nivel local. Astăzi, ihtiologii constată că specia devine din ce în ce mai rară, cauza principală fiind efectuarea unor lucrări în albiile râurilor. 
Aspretele a revenit în atenția publicului în vara anului 2019, când alpinistul argeșean Alexandru Găvan, aflat pe vârful himalayan Gasherbrum 2 (8035 m), a demarat public campania de salvare de la dispariție a aspretelui.
Acest demers de salvare a unei specii de pește, vechi de 65 de milioane de ani, contemporan cu ultimii dinozauri, și unul dintre cei mai rari pești din Europa, a ocupat un spațiu generos pe siteul BBC.
În luna septembrie 2023, o echipă internațională de cercetători, din România și Germania, au verificat râul Vâlsan, în cadrul unui proiect al Fundației "Alex Găvan". Aceștia au găsit un număr de 56 de aspreți, pescuiți cu o metodă științifică, măsurați, cântăriți și apoi eliberați. 
În cadrul celui de-al XVII-lea Congres de Ihtiologie (ramură a zoologiei care are ca obiect studiul teoretic și practic al peștilor), de la Praga, cercetătorul Jőrg Freyhof, membru în consiliul științific al programului Aspretele Trăiește, a prezentat modul în care eforturile și acțiunile de salvare și conservare a aspretelui încep să se creioneze.

## Demografie
Componența etnică a comunei Brăduleț
     Români (95,92%)
     Necunoscut (4,07%)
     Altă etnie (0%)
Componența confesională a comunei Brăduleț
     Ortodocși (95,5%)
     Necunoscută (4,07%)
     Altă religie (0,42%)
La 1 iulie 1970, populația comunei era de 4322 locuitori din care 2348 bărbați și 1974 femei.
La recensământul din 1992 s-au înregistrat 2384 locuitori.
Conform recensământului efectuat în 2011, populația comunei Brăduleț se ridică la 1.867 de locuitori, în scădere față de recensământul anterior din 2002, când se înregistraseră 2.149 de locuitori. Majoritatea locuitorilor sunt români (95,93%). Pentru 4,07% din populație, apartenența etnică nu este cunoscută. Din punct de vedere confesional, majoritatea locuitorilor sunt ortodocși (95,5%). Pentru 4,07% din populație, nu este cunoscută apartenența confesională.

## Politică și administrație
Comuna Brăduleț este administrată de un primar și un consiliu local compus din 11 consilieri. Primarul, Florin Iordache[*], de la Partidul Social Democrat, este în funcție din octombrie 2020. Începând cu alegerile locale din 2024, consiliul local are următoarea componență pe partide politice:
|  | Partid                          | Consilieri | Componența Consiliului | Componența Consiliului | Componența Consiliului | Componența Consiliului | Componența Consiliului |
|  | ------------------------------- | ---------- | ---------------------- | ---------------------- | ---------------------- | ---------------------- | ---------------------- |
|  | Partidul Social Democrat        | 5          |                        |                        |                        |                        |                        |
|  | Partidul Național Liberal       | 3          |                        |                        |                        |                        |                        |
|  | Partidul Satului Românesc       | 1          |                        |                        |                        |                        |                        |
|  | Alianța pentru Unirea Românilor | 1          |                        |                        |                        |                        |                        |
|  | Alianța Dreapta Unită           | 1          |                        |                        |                        |                        |                        |

Satele Brătieni și Galeșu au format în a doua jumătate a secolului al XIX-lea și începutul secolului XX o comună cu reședința la Galeșu. 
În urma reorganizării administrative, din 1932, cele două sate se despart și primesc dreptul de a avea fiecare adiminstrație proprie. 
Componența actuală a comunei Brăduleț a fost stabilită în anul 1950.

## Economie
Organizarea economică tradițională a comunei Brăduleț este specifică așezărilor amplasate în zona submontană.

### Pomicultură
Pomicultura și cultivarea plantelor reprezentau activitățile economice care completau ramura tradițională principală, creșterea animalelor. Porumbul este cultivat pe suprafețe mici. 
Principalele produse care puteau fi vândute sunt fructele. Solul este favorabil cultivării merilor și prunilor. Merele erau valorificate în zona de câmpie, în schimbul cerealelor, de regulă porumb. Prunele erau prelucrate pentru obținerea țuicii.

### Creșterea animalelor
Se acordă o importanță deosebită creșterii și valorificării animalelor, care este și principala activitate economică și sursă de venit. Oile se creșteau în număr mare. Rasele de ovine din regiune sunt țurcana, cu lână albă sau neagră, și țigaia albă sau roșie. 
Transhumanța era un fenomen intens. Stâna de oi se întemeiază primăvara, în jurul datei de 15 - 20 mai, pe munții Drăghina Mare, Leaota și Valea Rea, până la 20 septembrie. 
În regiunea Brăduleț creșterea vitelor are o tradiție îndelungată. Rasele de vaci tradiționale la Brăduleț sunt: rasa brună, vaca cu părul vânăt închis și rasa albă românească. Stânile de vaci sunt întemeiate în apropierea satului și funcționează de la 1 iunie până la 1 septembrie.

### Cașcavalul de Brădet
Cașcavalul de Brădet, cunoscut de peste 100 de ani, este produs ecologic de locuitorii comunei Brăduleț și astăzi. 
Gustul său a fost apreciat și de președintele Franței, Charles de Gaulle, la Salonul Internațional al Alimentației de la Paris, din 1969. 
După rețeta tradițională, în lapte se pune chiag natural, se lasă la scurs o zi, după care se lasă la afumat timp de trei zile.

## Istorie
Primul sat atestat documentar este Brădetu, printr-un act emis de Radu cel Mare (1495-1508), la 14 mai 1506, în cancelaria de la Târgoviște, în care este atestat un schimb de pământ între familia preotului Aldea și călugării Mănăstirii Brădetu.
La sfârșitul secolului al XIX-lea, comuna purta denumirea de Brătieni-Galeșu, făcea parte din plasa Argeș a județului Argeș și era formată din satele Brătieni și Galeș, având în total 1208 locuitori. Existau în comună două biserici și două școli primare rurale. La acea vreme, pe teritoriul actual al comunei mai funcționa în aceeași plasă și comuna Brădetu, formată numai din satul de reședință, cu 549 de locuitori. Și aici erau o biserică și o școală primară rurală.
Anuarul Socec din 1925 consemnează comunele în aceeași plasă: comuna Brătieni (noul nume al comunei Brătieni-Galeșu) era formată din satele Brătieni, Cosaci, Galeșu, Piatra, Slămnești, Uleni și Ungureni și din cătunele Alunișu și Roseți, având în total 2200 de locuitori; iar comuna Brădetu avea 820 de locuitori în unicul ei sat. În 1931, comuna Brădetu a fost desființată, satul ei trecând la comuna Brătieni.
Cercetătoarea Mara Popp a studiat la Biserica din Brădetu un document datat din 1652, în care se specifică o reînnoire de acte ce se refereau la stăpânirea câtorva munți convenită între brătienii Popa Gheorghe și diaconul Iane și cu Oprea și cu Mușat bratiego și Enache și Radu i Drăguș...și Radu Cosac pe de o parte și trei frați oieri ardeleni.
Implicarea României în primul război mondial, în anul 1916, a făcut ca mare parte din tinerii de pe valea Vâlsanului să fie înrolați și să participe la confruntări, mulți dintre ei rămânând pe câmpul de luptă. Ei au făcut parte din batalioanele care au trecut Carpații pentru a elibera Transilvania. 
La sfârșitul secolului XIX și începutul secolului XX, pe lângă partidele tradiționale, au apărut și formațiuni politice noi care au intrat în competiție pentru obținerea voturilor locuitorilor din zonă. Cu ocazia desfășurării alegerilor ieșeau la iveală animozități între locuitori privind susținerea partidelor politice aflate pe scena politică a vremii.  
Pentru locuitorii comunei Brăduleț isbucnirea celui de-al doilea război mondial a însemnat debutul unui lanț de sufetințe și restricții. Numărul celor care au plecat pe front a fost mare. Efectele celui de-al doilea război mondial au marcat comuna Brăduleț prin numărul mare de morți, răniți și dispăruți.
În timpul campaniilor desfășurate de trupele române în anii 1877-1878, 1916-1919 și 1941-1945, din comună au căzut pe câmpul de luptă 285 de militari, dintre care: 2 în războiul de independență, 149 în timpul primului război mondial și 107 în cel de-al doilea război mondial.
După al Doilea Război Mondial, comunei și satului Brătieni le-a fost schimbată denumirea în Brăduleț. În 1950, ea a trecut la raionul Curtea de Argeș din regiunea Argeș. În 1968, a revenit la județul Argeș, reînființat, tot atunci fiind desființat și satul Slătioara (numit inițial Seci) care a fost comasat cu satul Slămnești.
După 1946, se instaurează în satele comunei Brăduleț puterea comunistă, pe fondul controlului exercitat de armatele sovietice. 
Cei săraci au primit pământ, în urma reformei agrare, însă această situație a stârnit o stare de tensiune între localnici, pentru că acele terenuri erau expropriate de la cei înstăriți. 
Pentru a rezolva deficitul de teren arabil, o soluție a fost împroprietărirea în Bărăgan, unde existau suprafețe de teren ce puteau fi valorificate în agricultură.

### Rezistența anticomunistă. GrupulArsenescu - Arnăuțoiu-Haiducii Muscelului
Haiducii Muscelului, avându-i ca lideri pe Toma Arnăuțoiu și Gheorghe Arsenescu, a fost unul dintre cele mai longevive grupuri de partizani anticomuniști, înființat la începutul anului 1949, la propunerea locotenent-colonelului Gheorghe Arsenescu, născut la Câmpulung-Muscel, în familia căpitanului Ion Arsenescu. 
În perioada  martie 1949 - iulie 1958, la Nucșoara, Corbi, Brăduleț (județul Argeș), în Munții Făgăraș, pe versantul sudic, membri activi ai grupului, Gheorghe Arsenescu, Toma Arnăuțoiu, Petre Arnăuțoiu, Maria Plop, Ion Chirca, Gheorghe Chirca, Eugen Chirca, Elena Chirca, Titu Jubleanu, Constantin Jubleanu, Maria Jubleanu, Benone Milea, Constantin Popescu, Aurelia Costea, Gheorghe Mămăligă, Ion Marinescu, au luptat împotriva comunismului.  
Toma Arnăuțoiu, născut la Nucșoara, tânăr ofițer, a fost trecut în rezervă, la 9 august 1947, cu gradul de locotenent.
Intelectuali și țărani s-au alăturat fraților Toma și Petre Arnăuțoiu, datorită prestigiului de care se bucura tatăl celor doi, învățătorul Ion Arnăuțoiu. 
În anul 1956, în adăposturile din munți, în condiții foarte grele, s-a născut fiica lui Toma Arnăuțoiu și a Mariei Plop, care după arestarea părinților a fost internată într-un orfelinat și apoi dată spre adopție. 
Grupul a fost eliminat prin trădare la 20 mai 1958, după mai multe confruntări cu Securitatea.

## Monumente istorice

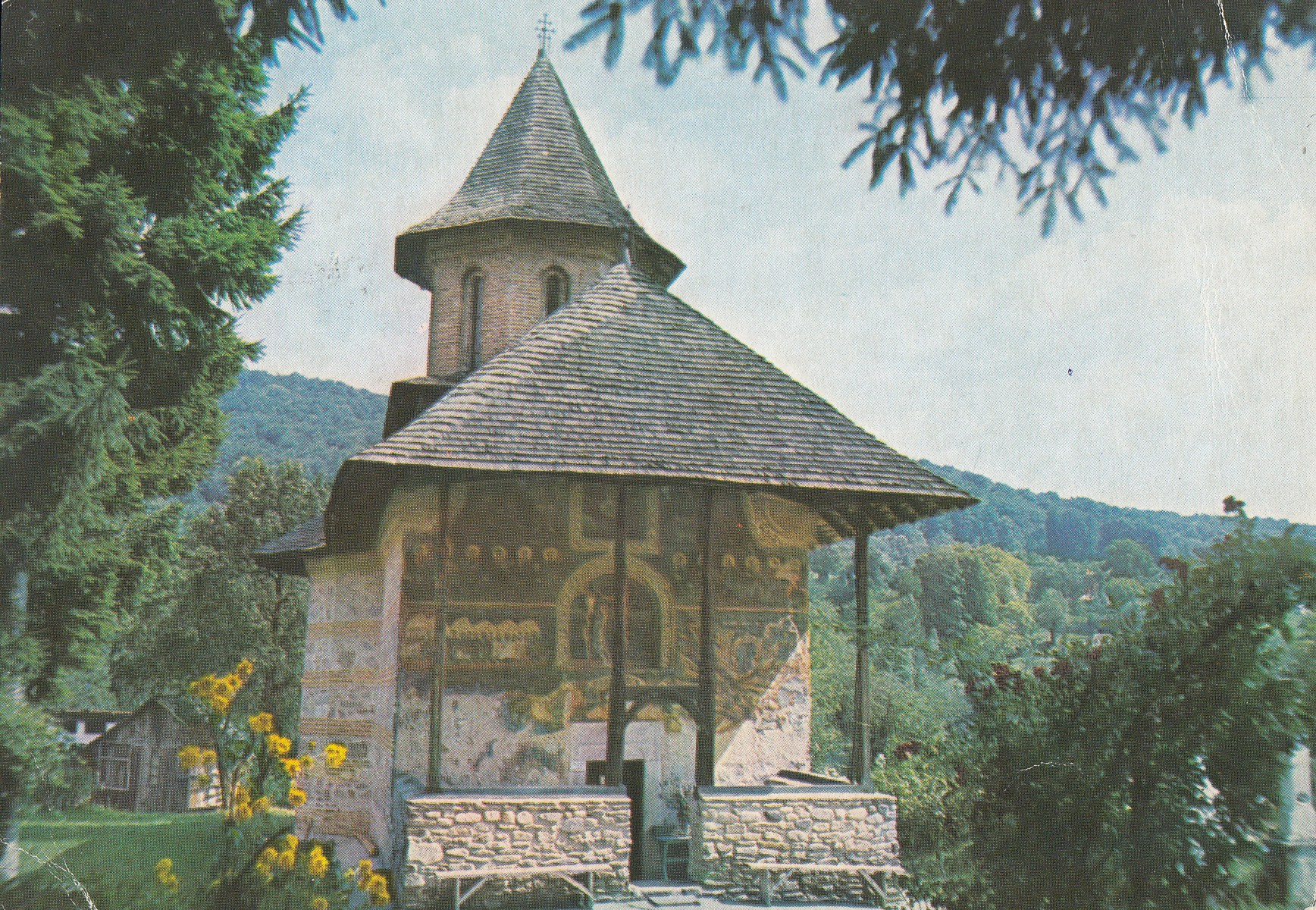
Brădet - Biserică construită în anii 1218-1241.

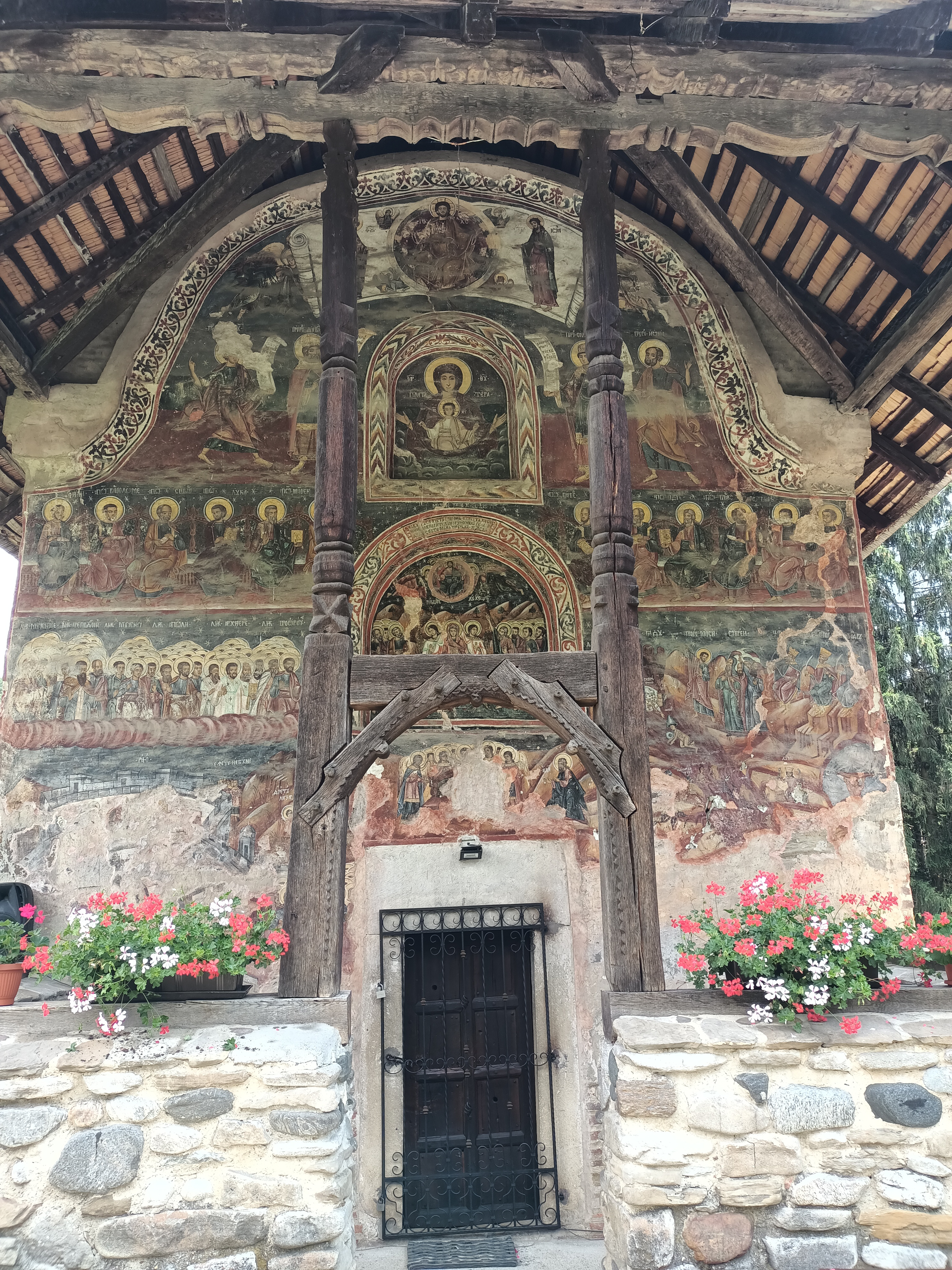
Biserica Brădet, pictură

În satul Brăduleț, se află, pe locul fostul schit Brădetu (secolul al XV-lea), monument istoric de arhitectură de interes național, ansamblu format din biserica parohială cu hramul  „Înălțarea Domnului", turnul clopotniță (secolul al XVIII-lea) și zidul de incintă. Ctitorul lăcașului de cult ar fi după unele surse documentare Mircea cel Bătrân. Într-o pisanie aflată în pronaos este scris: Această sfântă mănăstire din Brădet, ce prăznuiește Înălțarea lui Hristos, este făcută de Mircea Voievod. Pe o frescă se înfățișează chipul marelui voievod, ce ține în mâna dreaptă o cruce.

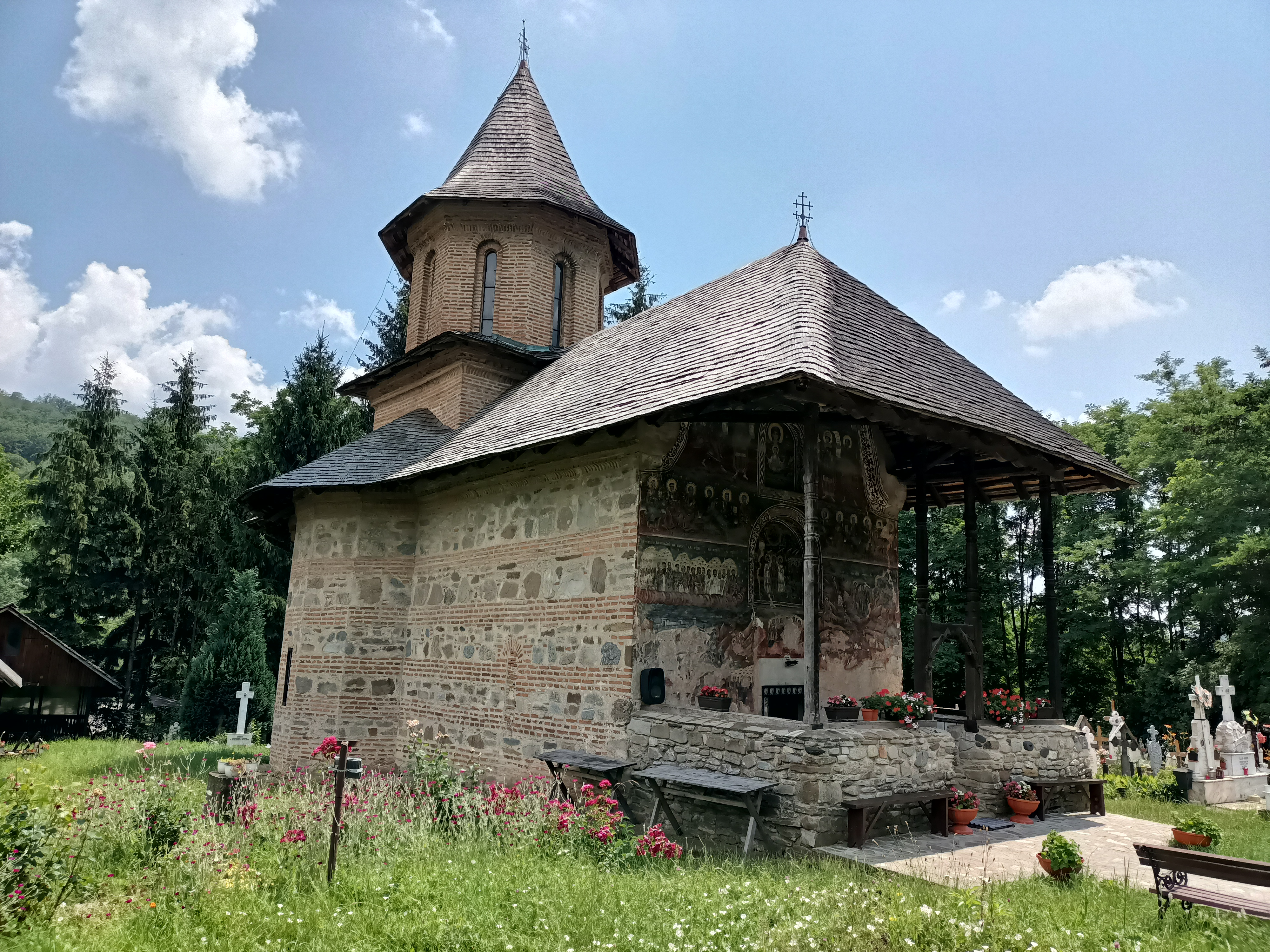
Biserica Brădet - monument istoric

În mijlocul satului, la o încrucișare de drumuri, se află o troiță. Nu i se cunoaște ctitorul. De aproape un secol, fiecare perot, care a trecut cu icoana și cu botezul, a notat pe pereții interiori ai troiței ziua, ora, numele său și al dascălului.  
Monumentul eroilor din primul război mondial se află în curtea bisericii cu inscripțiile: "Omagiu vitejilor din Brădetu, care au pierit pentru apărarea Patriei luptând în războiul 1916-1918.."..
Un alt monument istoric de interes național, clasificat ca monument memorial sau funerar, este crucea de piatră din curtea bisericii din satul Brăduleț, cruce datând din 1584. Inscripția în slavonă: "Cu voia Tatălui și cu ajutorul Fiului și cu Săvârșirea Sfântului Duh, amin. S-a ridicat această cinstită cruce întru ruga și întru ruga maicii noastre Paraschiva...Pătru voievod, Voica doamna..."

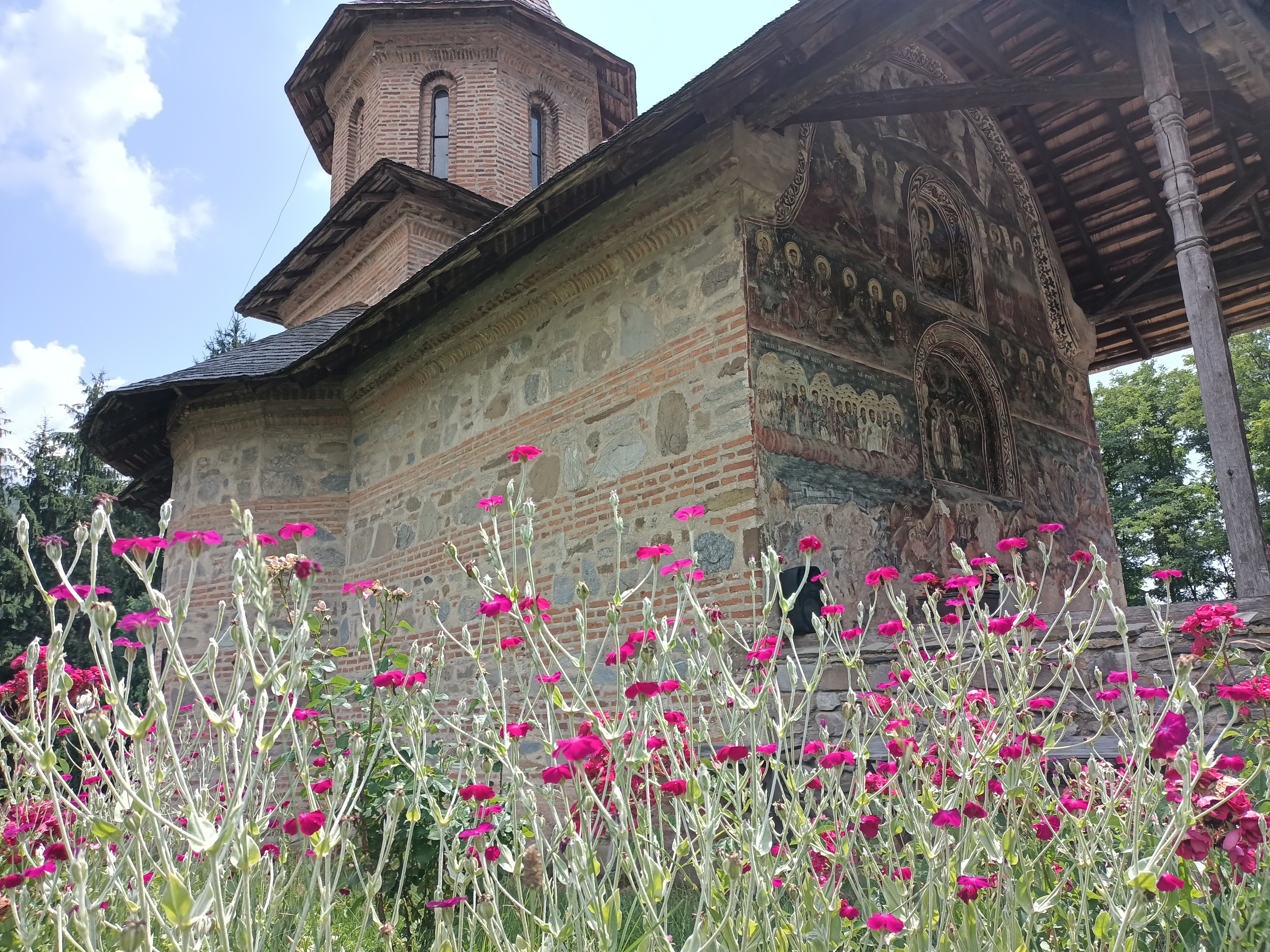
Biserica Brădet

Biserica parohială cu hramul Sf. Trei Ierarhi a fost zidită în anul 1870.  
Biserica parohială cu hramul Împărații Constantin și Elena, din satul Galeșu, a fost construită din lemn în anul 1808. Biserica a fost construită din zid în anul 1877.  
În curtea bisericii se află și un monument al eroilor din primul război mondial cu inscripția: "În amintirea eroilor comunei Galeșu..."
Crucea de piatră a fost ridicată în octombrie 1647. Inscripția: "Ridicatu-s-a această cinstită cruce în rugăciunea și în cinstita laudă a cinstitului prooroc mai dinainte Botezătorul Ioan. Și s-a ridicat în zilele cinstitului Matei voievod..."
Monumentul eroilor din primul război mondial este așezat în curtea muzeului sătesc Galeșu. A fost realizat de sculptorul Ștefan Arganini din Pitești, și sfințit pe 2 iunie 1938.
Pe fațadă se află înscrise numele eroilor din localitate care au luptat în campaniile din anii 1916-1917 sub drapelele regimentelor 2, 4 și 70 infanterie și 15 artilerie.

## Rezervații naturale și potențial turistic
Comuna are o importanță turistică atât prin existența monumentelor istorice, a băilor Brădet, cât și a lacului de acumulare de pe râul Vâlsan și de pitorescul zonei montane. 

### Stațiunea balneo-climaterică Brădetu

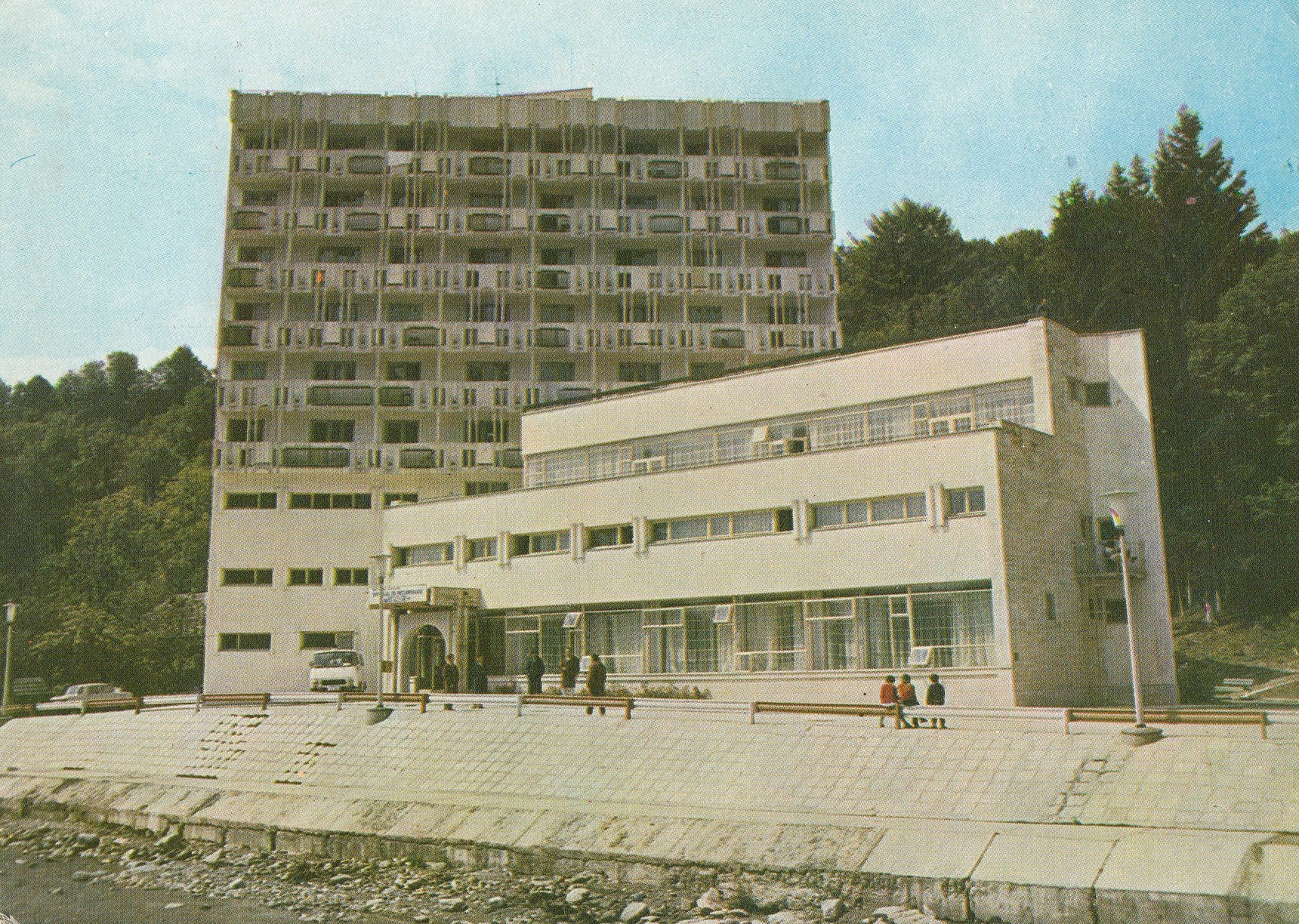
Brădet - Spitalul de recuperare

Băile Brădet sunt situate la 50 km de Pitești, 20 km de Curtea de Argeș și 40 km de Câmpulung.  
Izvorul cu apă minerală a fost descoperit de fotograful Ioan Nicolescu din București, care, grav bolnav, în anul 1888, îi cere fiului său să îi scrie testamentul, după care se retrage în satul său natal, Vâlsănești, din județul Argeș.  Pe valea Vâlsanului, în satul Brădetu, a descoperit un izvor, denumit de localnici Puturosul. Apa lui nu era folosită din cauza mirosului de pucioasă. Ioan Nicolescu a amenajat o groapă pe care a pardosit-o cu piatră. După trei luni, complet vindecat, Ioan Nicolescu a recomandat izvorul și altor persoane, care au venit la Brădet pentru cură. 

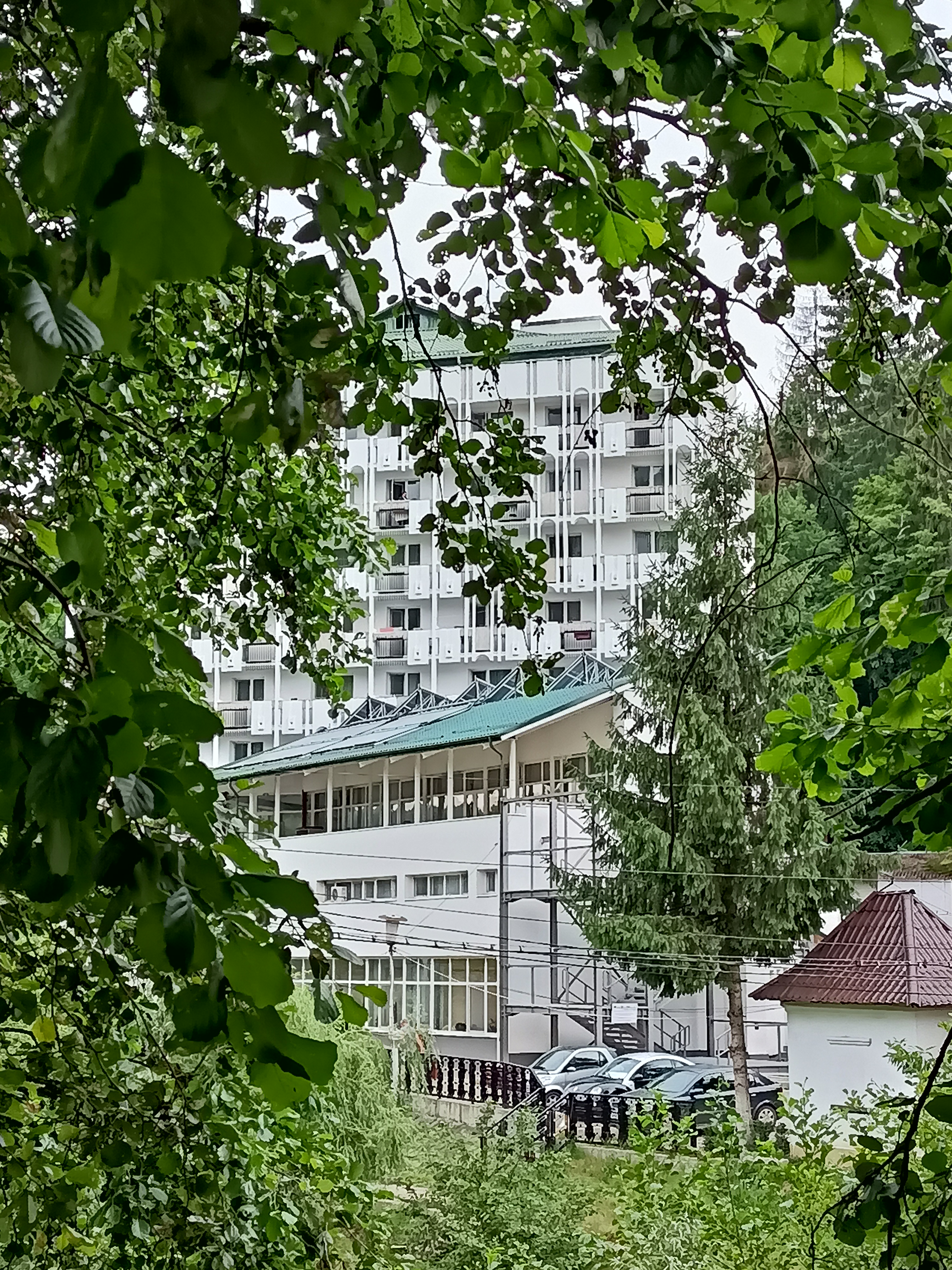
Spitalul de recuperare

Prima monografie aparține institutoarei Tatiana Bobancu, președinta Ateneului Popular Gheorghe Ionescu Gion din Pitești, care a vizitat în anul 1932 stațiunea balneo-climaterică Brădet-Argeș, și impresionată de frumusețea peisajului și de proprietățile apelor minerale, a hotărât să realizeze o lucrare, strângând documente și informații, în scopul popularizării stațiunii. Lucrarea Monografia satului și stațiunii balneo-climatice Brădet-Argeș a fost finalizată câțiva ani mai târziu și publicată la București, la editura Casa Românească.  
În anii 1927-1928 a început construcția unui hotel cu 40 de camere. În anul 1937 a început construcția celui de-al doilea hotel. În anul 1975 s-a construit un spital de recuperare, pe nouă nivele, cu o capacitate de 225 de paturi și o bază proprie de tratament. 
Apele de Brădet sunt ape cloro-sodice calcaroase, cu un însemnat procent de hidrogen sulfurat și sulf total, precum și iod. Sunt benefice în tratarea reumatismului articular, muscular, artritele infecțioase, nevralgiile, nefritele, sciatica etc. 
Băile de pe valea Vâlsanului constituie un punct de atractivitate, alături de alte destinații turistice, care contribuie la dezvoltarea turismului rural.

### Muzeul sătesc Galeșu
Muzeul sătesc, organizat într-o clădire construită în stil tradițional românesc, aflată în centrul localității Galeșu, a fost realizat, în 1976, de către un colectiv de specialiști (muzeografi și conservatori) de la Muzeul Golești, condus de dr. Vasile Novac, din inițiativa învățătorului Florea State și cu efortul financiar al localnicilor.  
În cele șase încăperi, obiectele, piesele și documentele expuse reconstituie istoria așezării ce deține o zeste etnografică și folclorică apreciată prin bogăție și originalitate. Cuprinde și o expoziție de costume naționale: costumul de copil, de femeie, de mireasă, de bărbat, de ginere, de cioban, marame și batiste de nuntă. Războiul de țesut, teascul unde se prepara uleiul din sâmburi de nucă sau din semințe de dovleac, un car vechi. Expoziții temporare cu sculpturi din lemn, din piatră, pictură naivă.

### Schitul Brădetu
Una dintre mănăstirile cele mai vechi ale Arhipiscopiei Argeșului și Muscelului, care după afirmațiile istoricului Grigore Tocilescu, datează din vremea lui Mircea cel Bătrân, fostul Schit Brădetu, azi biserică de mir, cu hramul Înălțarea Domnului, monument istoric de artitectură bisericească medievală specific spațiului valah și sârbesc, este situat în satul Brădet.    
Schitul Brădetu a fost o mănăstire domnească, ctitorie voievodală, aflată sub atenția a voievozilor Tării Românești, pe modelul protectoratului bizantin și atonit.  
Printr-un act, de la 4 ianuarie 1634, Matei Basarab schimba statutul mănăstirii Brădet, devenind metoh al mănăstirii Argeș.
Episcopul Argeșului constatând, în anul 1790, că sătenii din serviciul călugărilor și-au întemeiat familii, călugării au fost mutați la mănăstirea Curtea de Argeș și la schitul Robaia-Mușătești, iar mănăstirea a fost transformată în biserică de mir, având preot pe Pr. Ene Gavrilă din Corbeni, care a păstorit în comună 44 de ani (1790-1834).
În anul 1804, în vremea voievodului Constantin Alexandru Ipsilant și a primului episcop al Argeșului, Iosif, pe Valea Vâlsanului s-a ridicat o biserică cu hramul Sfântul Nicolae. În Catagrafia din 1825 aflăm că la Costești era un schit de maici, încă de mai înainte.
Între anii 1926-1929 și 1964-1967 s-au efectuat refaceri ale vechiului monument, prin Direcția Monumentelor Istorice.

### Schitul Brădetu (nou)

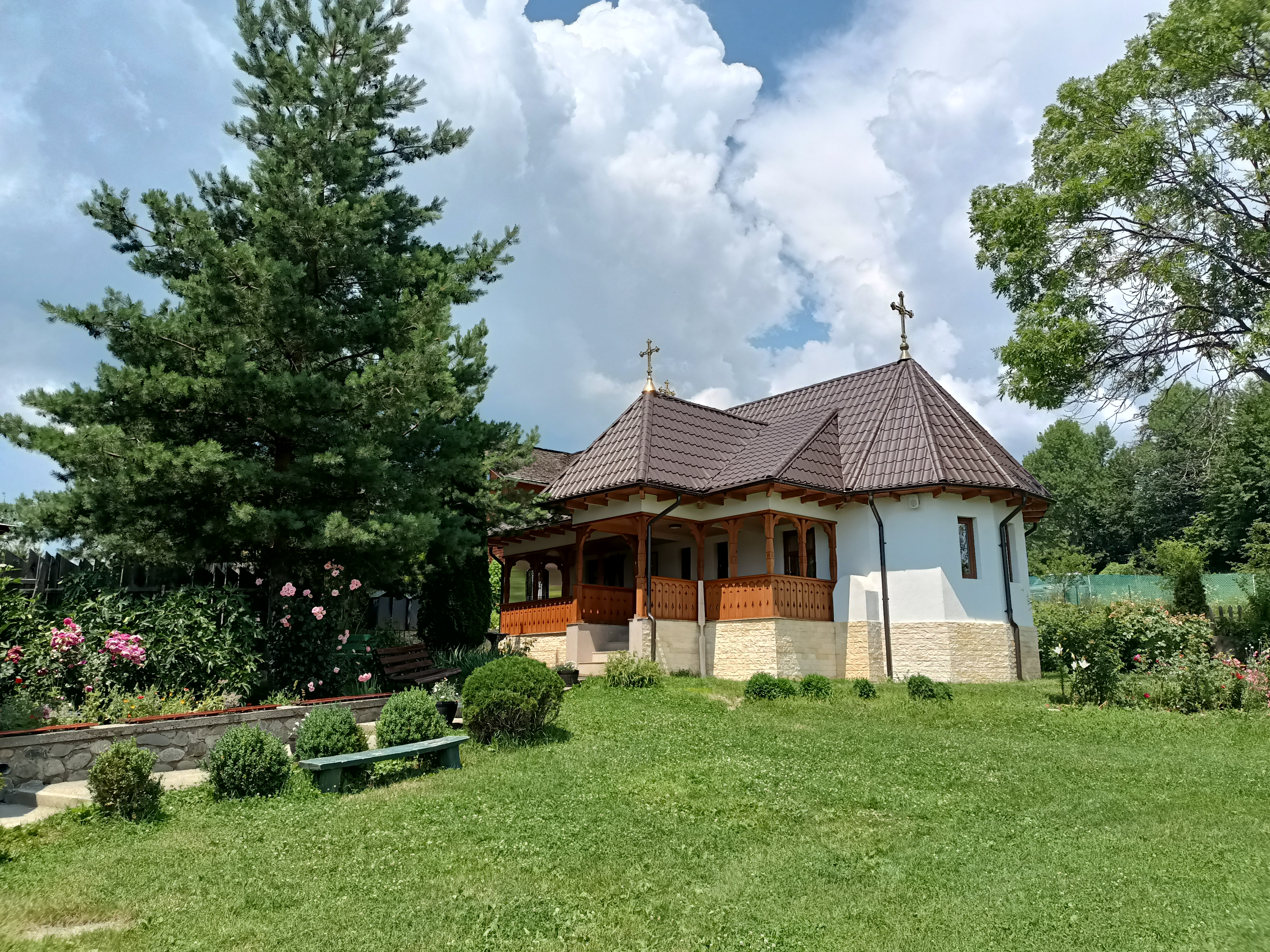
Schitul Brădet Nou

Noul edificiu s-a început în anul 2004, prin grija IPS Calinic, Arhiepiscopul Argeșului și Muscelului, pe moșia vechiului așezământ, aflată pe culmea dealului Seci, la 750 m altitudine. La 23 iunie 2005 a fost finalizată biserica paraclis, construcție de lemn, care a primit hramul Acoperământul Maicii Domnului.
În Noul Schit Brtădetu se realizează și se distribuie gratuit carte religioasă lucrată în atelierul mănăstirii, în cadrul Editurii și Tipografiei Nectarie Kefalas.

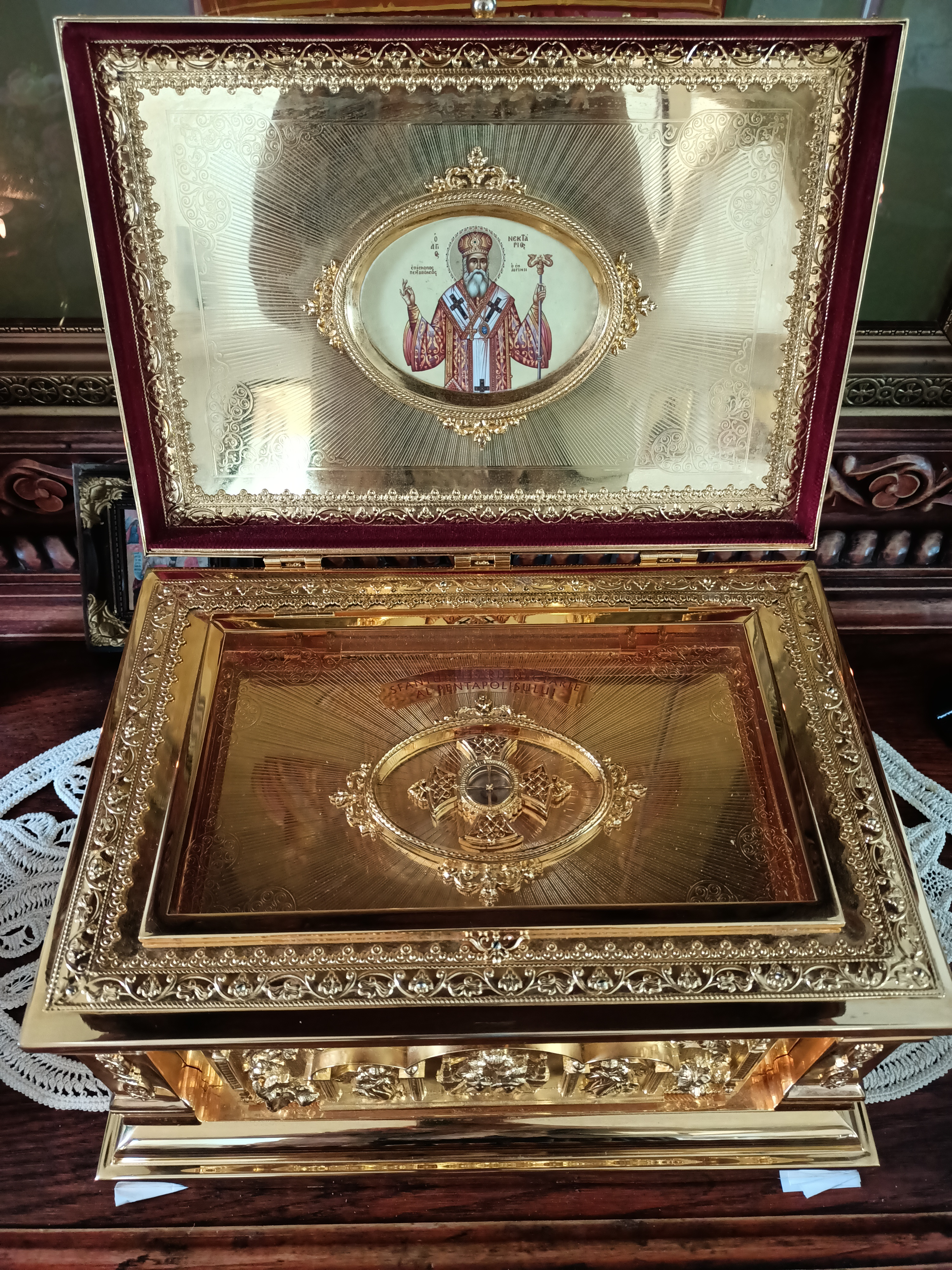
Moaștele Sfântului Ierarh Nectarie din Eghina

În biserica schitului se află într-o raclă argintată un fragment din Moaștele Sfântului Ierarh Nectarie din Eghina.

### Trasee turisice montane, pe Valea Vâlsanului
Mergând pe cursul Vâlsanului, natura oferă vizitatorilor priveliști muntoase fermecătoare și pline de măreție, la Cheile Vâlsanului, la Rezervația Poienile Vâlsanului, la Lacurile Vâlsan, Galbena, Scărișoara, Valea Rea, până la Cascada Valea Rea.  
Din Brădetu se pot face excursii la Bahna Rusului, unde era castelul de vânătoare al regelui Ferdinand, care a fost dărâmat din cauza stării de degradare. 
La 4 km de Brădet se alfă comuna Nucșoara, cu Lacul Învârtita.   
Excursii se pot face spre munții mai depărtați ai Argeșului - Ghițu (1622 m), Arefu (1391 m), Lespezile (1906 m), Țuica (1990 m), Valea Lungă (2254 m), Piatra Tăiată (2395 m), Scărișoara (2495 m ), până la cel mai înalt vârf al țării, Moldoveanu (2544 m).    
Turiștii au de ales, ca loc de cazare, între cabanele și pensiunile agroturistice de pe Valea Vâlsanului.     

## Etnografie și folclor

### Arhitectură tradițională
În comuna Brăduleț, arhitectura tradițională prezintă caracteristiciele specifice zonei etnografice Argeș. Materialul principal de construcție era lemnul, datorită abundenței diferitelor esențe lemnoase din zonă. Pentru prelucrarea bârnelor sau scândurilor era preferat lemnul de brad, fiind mai moale și ușor de modelat. Lemnul de ștejar era folosit pentru prelucrarea șindrilei pentru acoperiș. 
Folosit la construcția unei locuințe era plopul, dar și salcia și alunul. Piatra, bolovanii de râu, necesară pentru așezarea temeliei. Albia râului Vâlsan reprezenta principala sursă de aprovizionare cu piatră. 
Cărămida se obținea dintr-un tip de sol care trebuia să aibe anumite calități.

### Costumul tradițional
Portul locuitorilor de pe Valea Vâlsanului, deși încadrat în zona etnografică Argeș, conține și elemente comune cu zona Muscel. 
Principalele materii prime din care erau confecționate costumele tradiționale erau cânepa, borangicul și lâna. 
În cadrul șezătorilor sau clăcilor, grupuri de femei se întâlneau în serile de iarnă si pregăteau firele de cânepă pentru țesut. 
Lâna, des folosită în confecționarea hainelor tradiționale, era materie primă aflată la îndemâna localnicilor care creșteau oi din rasele țurcană și țigae.
Femeile de pe Valea Vâlsanului, în zilele de sărbătoare purtau marame. Marama, cu aspectul unui voal fin, era țesută din borangic în război cu două ițe. Pe țesătura fină erau cusute ornamente geometrice sau vegetale. Maramele femeilor de pe Valea Vâlsanului erau prinse pe cap cu ajutorul unei bentițe decorată cu motive vegetale și geometrice, realizate în culori vii, pe fond negru. 
Cămașa era formată dintr-o parte superioară, bogat ornamentată, numită ie și una inferioară, numită poale. Iile, bogat ornate, erau realizate din țesătură de borangic, cânepă sau bumbac de calitate. Iile specifice zonei au în zona gâtului o deschizătură în față sau pe lateral și sunt încrețite cu ajutorul unui șnur. 
Mânecile erau largi si se termină cu manșetă, numită brețară ori cu volan sau creț.
Fota, o bucată de stofă țesută în război în patru sau două ițe, este purtată peste poale. Caracteristice pentru satele comunei Brăduleț sunt cele strâmte, deși zonei etnografice Argeș îi sunt specifice fotele largi. Fota de sărbătoare conține ornamente florale pe fond negru, unde predomină roșul, verdele și galbenul.  
Opincile, realizate din piele argăsită în scoartă de arin, completau costumul tradițional femeiesc.
Costumul tradițional bărbătesc era format din cioareci, cămașă, brâu de lână sau chimir din piele, vestă, cojocel scurt și lung, mintean, căciulă sau pălărie mocănească și opinci sau bocanci.  
Cămașa bărbătescă, confecționată dintr-o țesătură de cânepă, des întâlnită în comunitatea tradițională de pe Valea Vâlsanului, era câmașa cu clini. Peste cămașă de purta brâu lat din lână, confecționat cu ajutorul războiului de țesut și decorat cu motive geometrice.  
Iarna bărbații purtau cojoace scurte fără mâneci, confecționate din piele de oaie decorată cu motive geometrice și vegetale, căciuli din blană de miel. Opincile erau realizate din piele de porc sau de vacă, argăsite în scoarță de arin.

### Țiterașii și Fluierașii din Galeșu
Grupurile de țiterași și fluierași din satul Galeșu sunt coordonate de meșterul popular, sculptor în lemn, Constantin Vasile.
Grupul de fluerași a fost înființat în anul 1996, iar grupul de țiterași, în anul 2012, la inițiativa coordonatorului.  Țiterele au fost confecționate în atelierul de sculptură al meșterul popular Constantin Vasile.
În decursul activității lor, au participat la festivaluri de tradiții din țară și peste hotare, precum: Sibiu, Gorj, Maramureș, Haskovo (Bulgaria). În anul 2013, țiterașii au participat la Festivalul pentru Copii San Remo. 
Au obținut Premiul II la Festivalul-concurs Sus pe Argeș, la izvoare, Pitești (2014), Premiul special  la Festivalul-concurs Sus pe Argeș, la izvoare, Pitești (2015), Premiul III la concursul Cântecele Argeșului de la Mioveni (2016).
Din anul 2013, Școala Populară de Arte și Meserii din Pitești are și o secție externă la Galeșu, Secția de țiteră, iar din anul 2020 și Secția de fluerași, avându-l instructor pe meșterul popular Constantin Vasile. 

## Asociații de înfrățire
Înfrățirea Brăduleț - Onex (Elveția). În contextul acțiunii Satele românești, a fost generată relația dintre locuitorii comunei Brăduleț și reprezentanții localității elvețiene Onex. În februarie 1990, o delegație din Onex, condusă de Roger Petro, a făcut prima vizită din comuna Brăduleț. La debutul anului 1991, primarul comunei, Ion Avram, însoțit de directorul școlii, a vizitat localitatea Onix. 
Donații semnificative, constând în medicamente, îmbrăcăminte, alimente, material didactic, cadouri de sărbători pentru elevii din familiie sărace, pregătire profesională medicală, sprijin pentru construirea unui dispensar modern, pentru lucrările de aducțiune a apei potabile, pentru achiziționarea unui microbuz destinat transportului elevilor, au fost făcute de reprezentanții administrației din Onex pentru locuitorii comunei Brăduleț.

## Personalități
În satul Brădetu și-a trăit o parte din copilărie prof. univ. Emil Constantinescu, Președintele României în legislatura 1996-2000. 

## Evenimente locale

### Festivalul Cașcavalului de Brăduleț
În satul Galeșu, în toamna anului 2008, a fost organizată prima ediție a Festivalului Cașcavalului de Brăduleț. Arhivat în 4 martie 2021, la Wayback Machine.
La evenimentul, ce se desfășoară pe parcursul a trei zile, în satele Galeșu, Brădet și Brăduleț, sunt invitați producători de cașcaval și de alte brânzeturi din comuna Brăduleț și din localitățile învecinate, meșteri populari și ansambluri folclorice locale și naționale. 

### Târguri tradiționale
- 20 iulie, de Sfântul Ilie, satul Brădetu
- 27 iulie, de Sfântul Pantelimon, satul Galeșu
- 8 septembrie, de Nașterea Maicii Domnului, satul Brăduleț